# Никольское 1-е сельское поселение
Нико́льское 1-е се́льское поселе́ние — муниципальное образование в Воробьёвском районе Воронежской области Российской Федерации.
Административный центр — село Никольское 1-е.

## История
Законом Воронежской области от 2 марта 2015 года № 18-ОЗ, Краснопольское, Никольское 1-е сельское поселение и Никольское 2-е сельские поселения объединены во вновь образованное муниципальное образование — Никольское 1-е сельское поселение с административным центром в селе Никольское 1-е.

## Население
| 2010  | 2012  | 2013  | 2014  | 2015  | 2016  | 2017  |
| ----- | ----- | ----- | ----- | ----- | ----- | ----- |
| 1261  | ↘1214 | ↘1182 | ↘1143 | ↘1130 | ↗2736 | ↘2674 |
| 2018  |       |       |       |       |       |       |
| ↘2610 |       |       |       |       |       |       |

## Состав сельского поселения
| № | Населённый пункт                                | Тип населённого пункта       | Население |
| - | ----------------------------------------------- | ---------------------------- | --------- |
| 1 | Горюшкин                                        | хутор                        | 64        |
| 2 | Краснополье                                     | село                         | ↘640      |
| 3 | Нагольный                                       | хутор                        | 134       |
| 4 | Никольское 1-е                                  | село, административный центр | ↘1197     |
| 5 | Никольское 2-е                                  | село                         | ↘517      |
| 6 | Посёлок 1-го отделения совхоза «Краснопольский» | посёлок                      | 568       |
| 7 | Посёлок 2-го отделения совхоза «Краснопольский» | посёлок                      | 6         |